# منطق‌گرایی
منطق گرایی (به انگلیسی: Logicism) منطق‌گرایی عموماً عبارت است از با روش منطقی به اشیاء نگریستن. اما منطق‌گرایی خصوصاً عبارت است از تمایل به اینکه منطق به عنوان علمی مستقل از روانشناسی تلقی شود، یا تمایل به تبدیل پدیدارهای نفسانی عقلانی به منطق. و نیز تبدیل ریاضیات به منطق یا اعتقاد به برتری منطق بر علوم دیگر را منطق‌گرایی گویند. و متقابلاً منطق گرایی را آموزه ای دانسته‌اند، دربارهٔ مبانی ریاضیات که مدعی استنتاج ریاضیات از منطق صرف است. منطق شمولی (panlogisme) وجود واقعی را تماماً معقول می‌داند.